# Sagredo
Os Sagredos foram uma família patrícia veneziana, contada entre as chamadas Case Nuove. Na segunda metade do século XVII deram à República um doge, Nicolò Sagredo.

## História
Segundo a lenda, os Sagredos eram originários da Roma Antiga e depois passaram para a Dalmácia onde estiveram envolvidos na administração local. O sobrenome deriva de secretum, dos segredos que compartilhavam com os imperadores sobre o governo da região. Em 840 teriam saído de Šibenik para chegar a Veneza, sendo agregados ao Grande Conselho de Veneza em 1110.
Lendas à parte, os primeiros atestados da família aparecem em escrituras públicas por volta do ano 1000 e em escrituras particulares em 1012 , com o nome de Secreti e Segredi.
Eles estiveram entre as famílias aristocráticas mais influentes, ricas e poderosas de Veneza durante quase toda a duração da Sereníssima República, atingindo o ápice de seu poder durante o século XVII. Foi o berço não só do já mencionado doge, mas também de comandantes militares, políticos e eclesiásticos (entre estes, um patriarca de Veneza).
Após a queda da Sereníssima, o governo imperial de Viena confirmou a nobreza dos vários ramos desta família com as Resoluções Soberanas de 1 de dezembro e 18 de dezembro de 1817, 2 de dezembro de 1819 e 10 de novembro de 1820. Giovanni Gerardo di Francesco Sagredo também obteve para si e para seus descendentes o título de conde do Império Austríaco.

### Sagredo de Santa Ternita
Em meados do século XVII , o rei Luís XIV permitiu à família colocar os três lírios da França no brasão, graças aos méritos de Giovanni di Agostino, embaixador nos Alpes.

### Sagredo de Santa Sofia

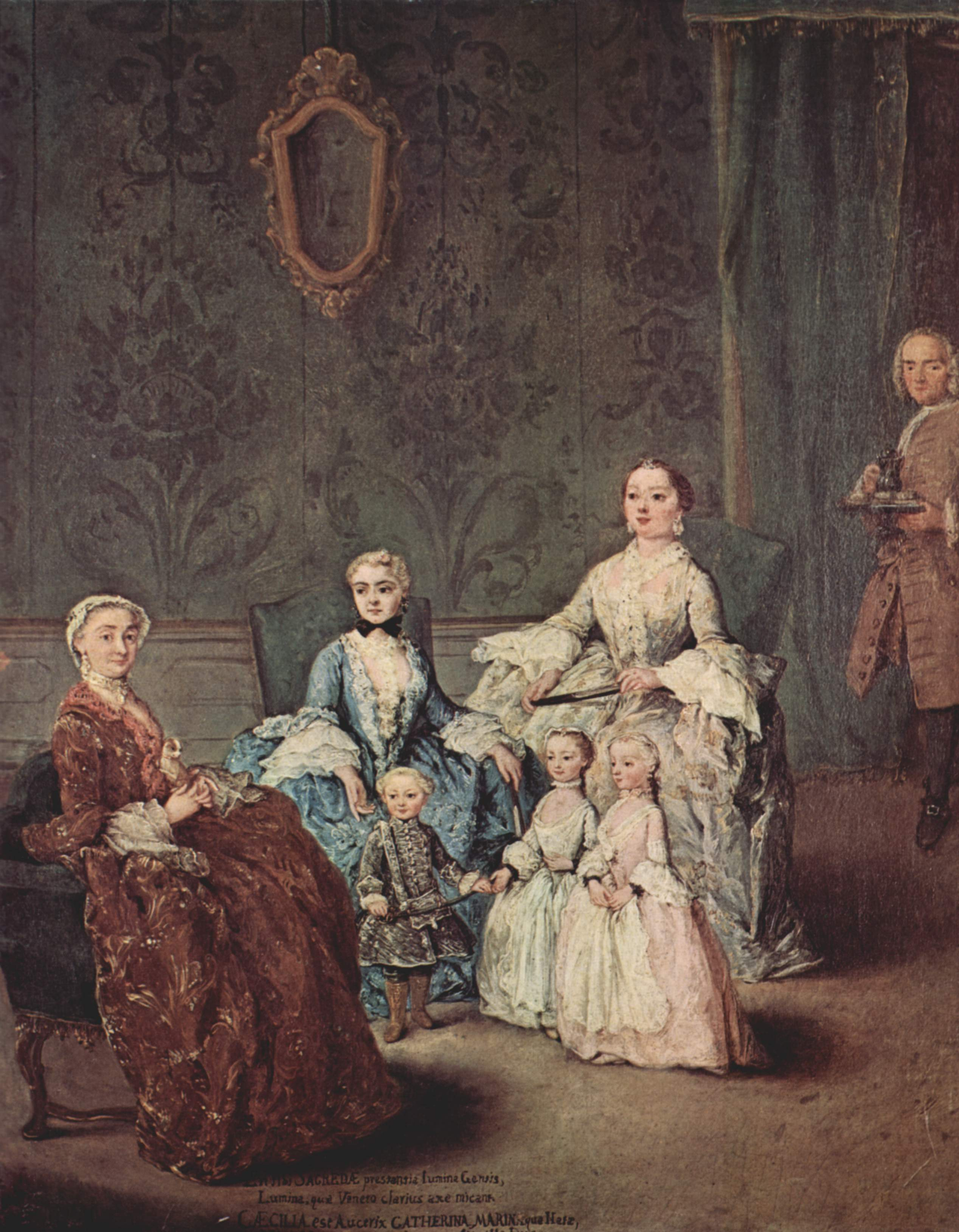
Os últimos expoentes do Sagredo di Santa Sofia retratados por Pietro Longhi: Cecilia Grimani Calergi, viúva de Gerardo Sagredo, filha Marina com seu sobrinho Almorò Pisani, filha Caterina com netas Cecilia e Contarina Barbarigo

É a linha que descende de Bernardo di Giovan Francesco, ainda que o primeiro a se mudar para o palácio de Santa Sofia tenha sido Nicolò di Zaccaria — o único doge que deu a casa. Anteriormente viviam no Palácio Trevisan Cappello, local onde Galileu Galilei estabeleceu o Diálogo sobre os Dois Principais Sistemas do Mundo, colocando Giovan Francesco di Nicolò entre os interlocutores.
Os Sagredos de Santa Sofia foram extintos em 1738, com a morte sem herdeiros masculinos de Gerardo di Stefano.
Na época, os bens da família estavam organizados em dois trusts. A primeira, instituída pelo Patriarca Alvise di Zaccaria, foi cedida ao Senado com um acordo assinado pela viúva Cecilia Grimani Calergi e por suas filhas Caterina e Marina. A outra, instituída pelo próprio Gerardo, destinava-se apenas aos sobrinhos homens, mas todos morreram prematuramente; foi então herdado de um parente distante, Francesco Sagredo do ramo "Santa Ternita".